# Real Madrid (basket-ball)
Pour les articles homonymes, voir Real Madrid et RMB.
Maillots
Actualités
Le Real Madrid Baloncesto est un club espagnol de basket-ball appartenant à la Liga ACB soit le plus haut niveau du championnat d'Espagne. Basé à Madrid, c'est une section du Real Madrid Club de Fútbol, club omnisports.

## Historique

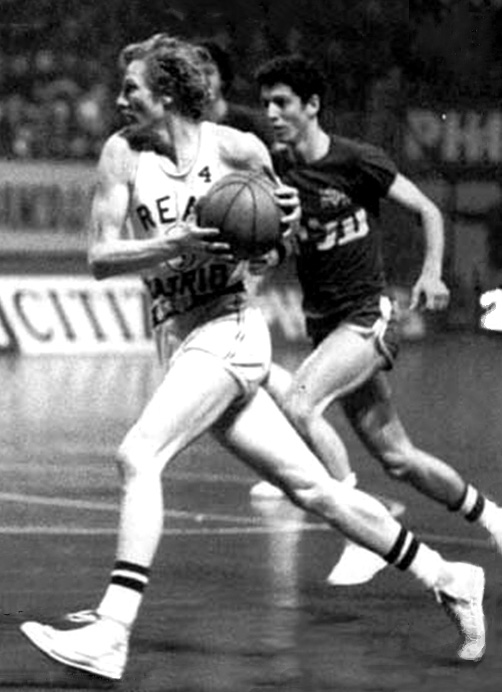
Wayne Brabender, joueur du Real Madrid entre 1967 et 1983.

La section basket-ball du Real Madrid est le club de basket-ball le plus titré en Europe et en Espagne. Elle voit le jour le 8 mars 1931 à la suite d'une annonce dans un quotidien espagnol, ABC, invitant tous les gentlemen intéressé par la pratique du basket-ball à rejoindre le club. En 1953, Santiago Bernabéu confie à Raimundo Saporta l'organisation d'un tournoi pour célébrer le cinquantenaire du club. La bonne organisation de celui-ci confirme Bernabeu de donner plus de responsabilités au sein du club à Saporta.
Celui-ci fait partie d'une commission, comprenant également le Yougoslave Borislav Stanković, le Français Robert Busnel, le Tchèque Miloslav Kříž (en) et le Soviétique Nikolaï Semachko, qui lors des championnats d'Europe de 1957, invite les fédérations nationales de faire participer leurs champions nationaux à une compétition débutant en 1958 et dont le journal L'Équipe fournit le trophée.
Cette domination s'exprime tout d'abord dans le basket-ball espagnol. Le palmarès du Real est fort de 36 titres de Champion d'Espagne. Parmi ces trente-six titres, le Real réalise une série de sept titres puis de dix titres consécutifs, seulement interrompu par une deuxième place en 1967. Le Real détient également le record de victoires en Coupe du Roi.
Le Real battit son palmarès européen dans les années 1960-1970. Le Real, lors de la première édition de la Coupe d'Europe, est contraint d'abandonner la compétition au stade des demi-finales, Franco refusant que l'équipe se rende en URSS pour y disputer son match face au club letton de ASK Riga.
Il atteint pour la première fois le stade de la finale de la Coupe des clubs champions en 1962, finale perdue à Genève face au Dynamo Tbilissi. Cette finale, grâce à une prime de 200 000 dollars offerte par le Real au club soviétique pour ne pas se heurter à la décision politique de Franco d'interdire le Real de se rendre en URSS, se dispute sur un match unique et sur terrain neutre.
L'année suivante, le Real atteint de nouveau la finale. Le match aller, disputé à Madrid, voit le Real s'imposer de 17 points face au CSKA Moscou. Le club soviétique remportant le match retour sur le même écart, un match d'appui est nécessaire. Celui-ci, également disputé à Moscou, voit la victoire finale du club de Moscou.
Après deux défaites, le Real remporte sa troisième finale consécutive en battant en deux manches le club tchèque du Spartak de Brno. Celle-ci est obtenue au match retour au cours duquel le Real, grâce à une victoire de 20 points, compense les 11 points concédés lors de la défaite de l'aller. Cependant, la compétition est privée du champion d'URSS, le CSKA Moscou dont les joueurs, composant à une très forte majorité l'équipe d'URSS, sont préservés pour préparer les jeux Olympiques de 1964.
En 1965, le Real confirme sa domination du basket-ball européen en prenant sa revanche sur le CSKA Moscou, de retour sur la scène européenne, en remportant le match retour à Madrid sur le score de 76 à 62 après une défaite de 7 points à l'aller. Ce titre est également le premier obtenu sous la direction de l'entraîneur Pedro Ferrándiz González qui est l'un des grands entraîneurs du club madrilène, remportant avec le Real quatre Coupe des Clubs champions.
Après une interruption d'un an, le Real rejoue une finale en 1967, remportant un nouveau titre européen face au club italien de Simenthal Milan. En 1968, le Real retrouve un ancien adversaire, le Spartak de Brno. La finale disputée à Lyon, voit de nouveau le Real triompher.
En 1969, à Barcelone, le Real est défait par le CSKA Moscou.
Le Real doit ensuite attendre 1974 pour revenir en finale. Lors de celle-ci, le Real bat le club italien de Ignis Varese qui disputait sa cinquième finale consécutive, dont trois victoires. Les deux années suivantes voient de nouveau ces deux équipes s'affronter pour le titre européen, la victoire allant les deux fois au club italien.
Après une saison où le Real n'atteint pas la finale, le classique Varese-Real a de nouveau lieu en 1978. Le Real remporte cette quatrième finale entre les deux clubs à Munich.
En 1980, le Real remporte son septième titre européen, face au club israélien du Maccabi.
En 1984, le Real remporte un autre trophée européen avec la Coupe des vainqueurs de Coupe en battant de un point le club de Milan. L'année suivante, le Real renoue avec la finale des Clubs Champions mais échoue à Zagreb face au Cibona Zagreb.
Le Real complète son palmarès européen en remportant la Coupe Korać face au Cibona où évolue Dražen Petrović. L'année suivante, Petrović a depuis rejoint les rangs madrilènes. Lors de la finale de la Coupe des Coupes, considéré comme l'un des meilleurs matchs de basket-ball s'étant déroulé sur le sol européen, ll inscrit 62 points face au club italien de Caserte, club où évolue le Brésilien Oscar Schmidt qui marque lui 44 points.
En 1992, le Real remporte une nouvelle Coupe des Coupes, face au club grec du PAOK Salonique.
Il doit toutefois attendre l'arrivée de Arvydas Sabonis et d'un jeune entraîneur déjà vainqueur de l'Euroligue à deux reprises avec deux clubs différents, Željko Obradović, pour renouer avec la victoire en Coupe des Clubs Champions. Cette victoire est obtenue face à un autre club grec, l'Olympiakos.
Deux ans plus tard, il remporte sa quatrième Coupe des Coupes devant le club italien de Vérone. Le club madrilène doit ensuite attendre 2007 pour remporter un nouveau titre européen, la Coupe ULEB, compétition dont il a atteint la finale en 2004.
La saison 2007-2008 est un objectif important pour le Real Madrid. Madrid est en effet la ville choisie pour accueillir le Final Four 2008 de l'Euroligue. Dans le cadre du cinquantenaire de la création de la Coupe des Clubs champions, les cinquante plus grands contributeurs au basket-ball européen, joueurs, entraîneurs et dirigeants, sont honorés au cours de ce Final Four. Le Real échoue toutefois dans sa tentative d'atteindre le Final Four, éliminé lors du Top 16. Bien que vainqueur lors des deux premières journées, le Real est finalement devancé par le Maccabi et l'Olympiakós.
Le Real doit ensuite attendre la saison 2011-2012 pour remporter un nouveau trophée, avec la Coupe du Roi. Durant cette période, l'équipe ne parvient pas à atteindre la finale du championnat, et son meilleur résultat est une quatrième place lors de l'Euroligue 2010-2011. Lors de cette saison 2011-2012, le Real retrouve la finale du championnat, mais s'incline trois à deux face à Barcelone.
Lors de la saison 2012-2013, le Real atteint la finale de l'Euroligue en battant le rival barcelonais mais est laminé en finale par le tenant du titre, l'Olympiakós de Vassilis Spanoulis.
La saison suivante, le Real renforce encore son effectif pléthorique et perd pour la première fois, toutes compétitions confondues, en janvier 2014 face au CSKA Moscou. En mars 2014, le Real établit un nouveau record du plus faible nombre d'interceptions dans une rencontre d'Euroligue avec 2. Le Real finit la saison régulière avec 32 victoires et 2 défaites et se qualifie pour les playoffs. En Euroligue, le Real atteint le Final Four et se qualifie pour la finale de l'Euroligue face au Maccabi Tel-Aviv après avoir battu facilement le FC Barcelone. Le Real perd face au Maccabi en prolongation. En playoffs de la Liga ACB, le Real bat l'Unicaja Málaga 3-1 en demi-finale mais perd (3 manches à 1) face au Barça en finale.
En février 2022, le Real Madrid est battu en finale de Coupe du Roi par le FC Barcelone. En Euroligue, Madrid s'impose face au même adversaire en demi-finale du Final Four avant de s'incliner face au club turc de l'Anadolu Efes Istanbul. En Espagne, Madrid s'impose face à son rival barcelonais en qutre manches, 3 à 1.
Lors de la saison 2022-2023, Le Real atteint de nouveau la finale de l'Euroligue, s'imposant face aux Grecs de l'Olympiakós Le Pirée. Sur la scène nationale, Barcelone prend sa revanche sur la saison précédente en s'imposant en finale par 3 à 0. 
Pour la troisième année consécutive, le Real atteint la finale de l'Euroligue, après avoir éliminé l'l'Olympiakós en demi-finale. Lors de la finale, le club espagnol bat un autre club grec, le Panathinaïkos Athènes sur le score de 95 à 80. En Espagne, la finale oppose le Real à Murcia, le Real s'imposant en trois manches.

## Personnalités historiques du club

### Joueurs emblématiques
Durant sa période faste des années 1960, 1970, le Real présente sur le parquet de grands noms du basket-ball espagnol. Emiliano Rodríguez, arrivé au Real en 1960, est à l'époque l'un meilleurs joueurs européens. Durant sa carrière au Real, il remporte les quatre premières Coupes des clubs champions de l'histoire du club et ajoute 9 coupe d'Espagne et une série de douze titres consécutifs de champion d'Espagne.
Lolo Sainz évolue au Real durant la même période, de même que le naturalisé espagnol Clifford Luyk qui a porté le maillot blanc de 1961 à 1978 qui lui participe aux six premiers triomphes du Real sur la scène européenne. Un autre américain, Wayne Brabender, évolue au Real durant cette période.
Le meneur Juan Antonio Corbalán, qui a évolué au Real de 1971 à 1988, est certainement l'un des meilleurs joueurs évoluant à son poste. Il a remporté trois Coupes des clubs champions, compétition dont il dispute également trois autres finales. Durant sa présence sur les parquets, le Real remporte aussi une coupe Korać, trois coupes intercontinentales et le mondial des clubs.
Durant les années 1980, le Real voit passer quelques grands noms européens : Dražen Dalipagić durant la saison 1980-181 puis Mirza Delibašić.
Le pivot espagnol Fernando Martín Espina occupe également une place à part dans l'histoire du club. Après une première carrière au Real, il devient le premier espagnol à rejoindre la NBA. Après son passage d'une saison aux Trail Blazers de Portland, il retrouve le Real pour y remporter la Coupe des Coupes 1989. À la fin de cette même année, il meurt dans un accident de voiture. Depuis, le Real n'a plus jamais réattribué son numéro 10.
La Coupe des Coupes 1989 est marquée par les 62 points de Dražen Petrović. Celui-ci, malgré un passage d'une saison seulement, laisse ainsi également une trace indélébile dans l'histoire madrilène, même si le Real échoue en finale du championnat.
Le Real est également le dernier club européen à accueillir l'autre grande vedette du basket-ball européen, Arvydas Sabonis avant son départ vers le monde de la NBA. La contribution de celui-ci à la conquête de la huitième Coupe des Champions lui octroie le titre de MVP du Final Four.
Le Serbe Dejan Bodiroga apporte également sa contribution au palmarès du Real en remportant la Coupe Saporta 1997. Joe Arlauckas, Alberto Herreros sont également des joueurs majeurs à cette période.
Un autre Serbe Aleksandar Djordjević évolue au Real, remportant le titre de champion en 2000.
En 2008, afin de célébrer le cinquantenaire des compétitions européennes, un comité d'expert du basket-ball européen est nommé pour désigner les 50 personnalités les plus importantes du basket-ball européen. Ce comité, présidé par Borislav Stanković, a choisi 35 joueurs, dix entraîneurs et cinq arbitres.
Le Real est le club européen qui contient le plus d'ancien membre parmi ces 50 personnalités.
Les anciens joueurs du Real figurant dans la liste des 35 joueurs retenus sont : Dejan Bodiroga, Wayne Brabender, Dražen Dalipagić, Mirza Delibasic, Clifford Luyk, Dražen Petrović, Emiliano Rodríguez, Arvydas Sabonis, Walter Szczerbiak.
Sergio Llull est le joueur ayant disputé le plus de saisons sous le maillot du Real avec dix-neuf, depuis 2007. Il devance Rafael Rullán avec 18 saisons, Juan Antonio Corbalán et Felipe Reyes avec dix-sept saisons, puis trois joueurs à seize saisons, Clifford Luyk, Wayne Brabender et Fernando Romay. Felipe Reyes est le joueur ayant le plus de rencontres de Liga ACB depuis l'instauration de celle-ci en 1984 avec 619, devançant Llull (en activité) et José Biriukov (407). Le meilleur marqueur de l'histoire du Real en championnat est Sergio Llull (toujours en activité), devant Felipe Reyes (6 017) et Jose Biriukov (5 311 points). Llull est aussi le meilleur passeur et marqueur de tirs à trois points de l'histoire du Real. Toutes compétitions confondues, le meilleur marqueur est Wayne Brabender, devant Llull, Reyes et Jaycee Carroll. Dražen Petrović est le joueur qui inscrit le plus de points sur une saison en Liga ACB, lors de la saison 1988-1989 avec 1 026 points soit une moyenne de 28,4. Arvydas Sabonis est détenteur de la meilleure performance dans la catégorie du rebond, avec 448, soit 12,5 de moyenne en 1994-1995.
Jaycee Carroll est le joueur étranger qui a joué le plus de rencontres avec le Real Madrid.

### Entraîneurs
Pedro Ferrándiz, qui a entraîné le club durant quatre périodes, de 1955 à 1957, puis de 1959 à 1962, 1964 à 1965 et enfin de 1966 à 1975, est l'entraîneur qui a le plus contribué à enrichir le palmarès. Sous sa conduite, le Real a remporté quatre Coupe des clubs champions en 1965, 1967, 1968 et 1974. onze titres de champions et onze coupes d'Espagne.
Lolo Sainz Après sa carrière de joueur, a également rempli de manière significative les armoires de trophées du club. Il remporte à deux reprises la Coupe des clubs champions en 1978, 1980, gagne deux Coupes des Coupes en 1984, 1989, une Coupe Korać en 1988, trois Coupes intercontinentale 1975-1976, 1976-1977, 1977-1978 et le mondial des clubs 1980-1981. Sur la scène nationale et sous sa conduite, le Real ajoute dix titres de champion d'Espagne et quatre coupes du Roi.
Sous la conduite du Serbe Željko Obradović durant la période de 1994 à 1997, le Real remporte sa huitième Coupe des Champions en 1995. Le club remporte un deuxième trophée européen, la Coupe Saporta en 1997.
Le Real a également connu d'autres grands entraîneurs, même si au cours de leur passage, le club n'ait pas connu le succès attendu par les fans en regard du palmarès et de la renommée de l'entraîneur en place. Le Serbe Božidar Maljković remporte le titre de champion d'Espagne 2005.
George Karl a dirigé durant deux saisons le club madrilène avant de faire carrière en NBA.
Quatre des dix entraîneurs choisi en 2008 comme ayant le plus contribué au basket-ball européen ont dirigé le Real durant leur carrière : Pedro Ferrandiz, Željko Obradović, Lolo Sainz, Božidar Maljković. L'Italien Ettore Messina, qui fait également fait partie de cette liste des dix entraineurs les plus importants du basket-ball européen, rejoint le Real en 2009 avant de mettre un terme à on contrat avant la fin de la saison 2010-2011.

## Palmarès
Le palmarès international de la section basket-ball est :
- Vainqueur de l'Euroligue (11) : 1964, 1965, 1967, 1968, 1974, 1978, 1980, 1995, 2015, 2018 et  2023
- Vainqueur de la Coupe ULEB : 2007
- Vainqueur de la Coupe Saporta : 1984, 1989, 1992, 1997
- Vainqueur de la Coupe Korać : 1988
- Vainqueur de la Coupe intercontinentale : 1976, 1977, 1978, 2015
- Vainqueur du Mondial des clubs : 1981
- Vainqueur du Coupe Latina : 1952-1953.
- Vainqueur du Torneo Internacional ACB : 1984, 1988, 1989.

Sur la scène nationale, le Real est :
- Champion d'Espagne (38) : 1957, 1958, 1960, 1961, 1962, 1963, 1964, 1965, 1966, 1968, 1969, 1970, 1971, 1972, 1973, 1974, 1975, 1976, 1977, 1979, 1980, 1982, 1984, 1985, 1986, 1993, 1994, 2000, 2005, 2007, 2013, 2015, 2016, 2018, 2019, 2022, 2024 et 2025
- Vainqueur de la Coupe d'Espagne (29) :

1951, 1952, 1954, 1956, 1957, 1960, 1961, 1962, 1965, 1966, 1967, 1970, 1971, 1972, 1973, 1974, 1975, 1977, 1985, 1986, 1989, 1993, 2012, 2014, 2015, 2016, 2017, 2020 et 2024
- Vainqueur de la Supercoupe d'Espagne (10) : 1985, 2012, 2013, 2014, 2018, 2019, 2020, 2021, 2022 et 2023

## Entraîneurs successifs
| Période   | Nom                    |
| --------- | ---------------------- |
| 1935-1936 | Segundo Braña          |
| 1941-1943 | Cholo Méndez           |
| 1943-1945 | Anselmo López          |
| 1945-1946 | Claudio Alonso         |
| 1947      | Anselmo López          |
| 1947-1948 | José Borrero           |
| 1949-1954 | Freddy Borrás (es)     |
| 1954-1958 | Ignacio Pinedo         |
| 1958-1959 | Jacinto Ardevínez (es) |
| 1959-1962 | Pedro Ferrándiz        |
| 1962-1964 | Joaquín Hernández      |
| 1964-1965 | Pedro Ferrándiz        |
| 1965-1966 | Robert Busnel          |
| 1966-1975 | Pedro Ferrándiz        |
| 1975-1989 | Lolo Sainz             |
| 1989-1990 | George Karl            |

| Période     | Nom                                                       |
| ----------- | --------------------------------------------------------- |
| 1990-1991   | Ángel González Jareño (es) Ignacio Pinedo Wayne Brabender |
| 1991-1992   | George Karl                                               |
| 1992-1994   | Clifford Luyk                                             |
| 1994-1997   | Željko Obradović                                          |
| 1997-1998   | Miguel Ángel Martín Fernández (es) Tirso Lorente (es)     |
| 1998-1999   | Clifford Luyk                                             |
| 1999-2002   | Sergio Scariolo                                           |
| 2002-2003   | Javier Imbroda                                            |
| 2003-2004   | Julio Lamas                                               |
| 2004-2006   | Božidar Maljković                                         |
| 2006-2009   | Joan Plaza                                                |
| 2009-2011   | Ettore Messina                                            |
| 2011        | Emanuele Molin (en)                                       |
| 2011-2022   | Pablo Laso                                                |
| 2022-2025   | Chus Mateo                                                |
| depuis 2025 | Sergio Scariolo                                           |